# Acamptopoeum vagans
Acamptopoeum vagans är en biart som först beskrevs av Cockerell 1926.  Acamptopoeum vagans ingår i släktet Acamptopoeum och familjen grävbin. Inga underarter finns listade i Catalogue of Life.